# آرامية يهودية
اليهودي-الآرامية هي مجموعة من اللغات العبرية التي تأثرت الآرامية واللغات الآرامية الحديثة.

## الاستخدام المبكر
الآرامية، مثل العبرية، هي لغة سامية شمالية غربية، وهما يتشاركان بالعديد من الميزات. ففي القرن 7 قبل الميلاد، أصبحت الآرامية هي اللغة المشتركة لشكان الشرق الأوسط. كما أها أصبحت اللغة الدبلوماسية والتجارية في المنطقة، ولكنها لم تكن تستخدم من قبل العبرانيين العاديين. فكما هو موضح في التوراة في كتاب 2 ملوك 18:26، أمر مبعوث حزقيا ملك يهوذا بالتفاوض مع السفراء باللسان  الآرامي بدلا من «اليهودي» حتى لا يفهم عامة الناس ما يقال.

## التحول التدريجي
خلال القرن 6 قبل الميلاد، حصل السبي البابلي وبالتالي، أصبحت لغة العمل لبلاد ما بين النهرين هي للإستعمال اليومي لليهود العاديين. في حوالي 500 قبل الميلاد، أعلن داريوس الأول ملك بلاد فارس أن اللغة الآرامية ستكون اللغة الرسمية في النصف الغربي من الإمبراطورية، وبالتالي، أصبحت اللهجة الشرقية الآرامية المستخدمة في بابل هي المعيار الرسمي. في عام 1955، شكك ريتشارد فراي في صحة هذا القول مشيرا إلى عدم وجود أي دليل حسي.
هناك وثائق وأدلة يدلان على التحول التدريجي من العبرية إلى الآرامية:
1. استعملم اللغة العبرية كاللغة الأم في المجتمع؛ وكذلك اللغات الكنعانية المماثلة التيكان من السهل فهمها.
2. استخدمت الآرامية في الدبلوماسية الدولية والتجارة الخارجية.
3. استخدمت الآرامية في التخاطب بين المواطنين المختلفين ومع الإدارة الإمبراطورية.
4. أصبحت الآرامية لغة الحياة الخارجية اليومية (في الأسواق، على سبيل المثال) بشكل تدريجي.
5. وبالتدريج، حلت الآرامية محل العبرية في المنازل. واقتصر استخدام العبرية في النشاطات الدينية.

## من الفتح اليونانية إلى الشتات

نقش يهودي آرامي وجد في متسخيتا، جورجيا، التي يرجع إلى ما بين القرنين 4 و6 الميلادي

الاستيلاء على الشرق الأوسط من قبل الإسكندر الأكبر في الفترة من عام 331 قبل الميلاد حولت قرون من سيطرة بلاد ما بين النهرين إلى الهيمنة اليونانية، والتي أصبح معها اللغة اليونانية هي اللغة السائدة في جميع أنحاء الإمبراطورية السلوقية. ولكن بقيت بعض الجيوب كبيرة ناطقة باللغة الآرامية.
كانت منطقة يهودا إحدى المناطق التي ظلت الآرامية مهيمنة فيها، ومستخدمه بشكل مستمر بين اليهود البابليون أيضا. وأدى تدمير الهيمنة الفارسية، واستبدالها باليونانية على انخفاض استعمال العبرية إلى هوامش المجتمع اليهودي. تظهر كتابات العبرانيين من الفترات السلوقية والحشمونية سيطرة الآرامية كلغة الشعب اليهودي. في المقابل، أصبحت العبرية هي اللسان المقدس المستعمل في الشعائر الدينية. من أول الشواهد على هذا التغيير كتابة سفري دانيال وعزرا باللغة الأرامية. وتظهر اللغة عددا من الميزات التي تدل على ادخال عوامل اللغة اليهودية في الآرامية.  مثل اعتماد الـ«هـ» بدلا من الألف كحرف للعلة المفتوحه. واستبدال اداة الجمع المذك من الـ«م» إلى الـ«ن». 

## الشتات
أدت فشل ثورتي اليهودية الكبرى في عام 70م، وثورة بار كوخبا في 135م والانتقام الروماني، إلى تفكك المجتمع اليهود المجتمع وحياتهم الدينية. ومع ذلك، بقيت المدارس اليهودية في بابل في الغرب بالازدهار. واستوطن الحاخامات في منطقة الجليل لمواصلة دراستهم. واصبحت اليهودية الآرامية متميزة تماما عن الآرامية الرسمية للإمبراطورية الفارسية خلال هذه الفترة. وكانت اللهجة الآرامية البابلية اليهودية هي اللهجة المهيمنة، والتي أصبحت أساس التلمود البابلي. وأثرت الأرامية الجليلية، التي كانت لهجة أهل الشمال، على الكتابات في الغرب. وعلى الأرجح، أصبحت اللهجة الآرامية الجليلية هي لغة المسوراتيين الذين وضعوا رموزا للمساعدة في نطق كلمات الكتاب المقدس العبرية وكذلك الآرامية.

## اللهجات الحديثة
مازال العلماء يستعملون التسمية لليهودية الآرامية الحديثة بحسب موقعها الجغرافي قبل العودة إلى إسرائيل. وتعود هذه اللهجات إلى الآرامية الآشورية الحديثة
وتشمل هذه:
- لسان دني – لهجة شمال العراق وجنوب شرق تركيا.
- لسان ديدان الجديد – يتلهجة أذربيجان الإيرانية ومنطقة بحيرة فان في تركيا.
- لسان نوشان – يتلهجة مناطق رشت في إيران وشرق العراق.
- حالولا  – يتحدث بها في الأصل في مناطق كردستان الإيرانية.